# Maize
Maize est une municipalité américaine située dans le comté de Sedgwick au Kansas.
Lors du recensement de 2010, sa population est de 3 420 habitants. Située au nord-ouest de Wichita, la municipalité s'étend alors sur une superficie de 8,84 milles carrés (22,9 km2).
D'abord habité par les Osages, le site voit ses premiers colons européens s'installer en 1870 avec l'arrivée de la famille de J. K. Steele. La ville de Maize est fondée en 1886 sur le Missouri Pacific Railroad,. Son bureau de poste ouvre la même année, lorsqu'il est déplacé depuis Hatfield. La localité doit son nom à ses champs de maïs (en anglais : maize). Elle devient une municipalité en 1915.